# Linum brevifolium
Linum brevifolium là một loài thực vật có hoa trong họ Linaceae. Loài này được A. St.-Hil. & Naudin mô tả khoa học đầu tiên năm 1842.